# Najasa, Cuba
Najasa là một đô thị và một thành phố ở tỉnh Camagüey của Cuba. Đô thị này nằm ở độ cao 100 m trên mực nước biển.

## Dân số
Năm 2004, đô thị Najasa có dân số 16.470. với diện tích 921 km² (355,6 mi²), và mật độ dân số 17,9người/km² (46,4người/sq mi).